# Molières, Tarn-et-Garonne
Molières är en kommun i departementet Tarn-et-Garonne i regionen Occitanien i södra Frankrike. Kommunen ligger i kantonen Molières som tillhör arrondissementet Montauban. År 2022 hade Molières 1 274 invånare.

## Befolkningsutveckling
Antalet invånare i kommunen Molières
| Referens: INSEE |